# Comissió Econòmica i Social per a Àsia Occidental

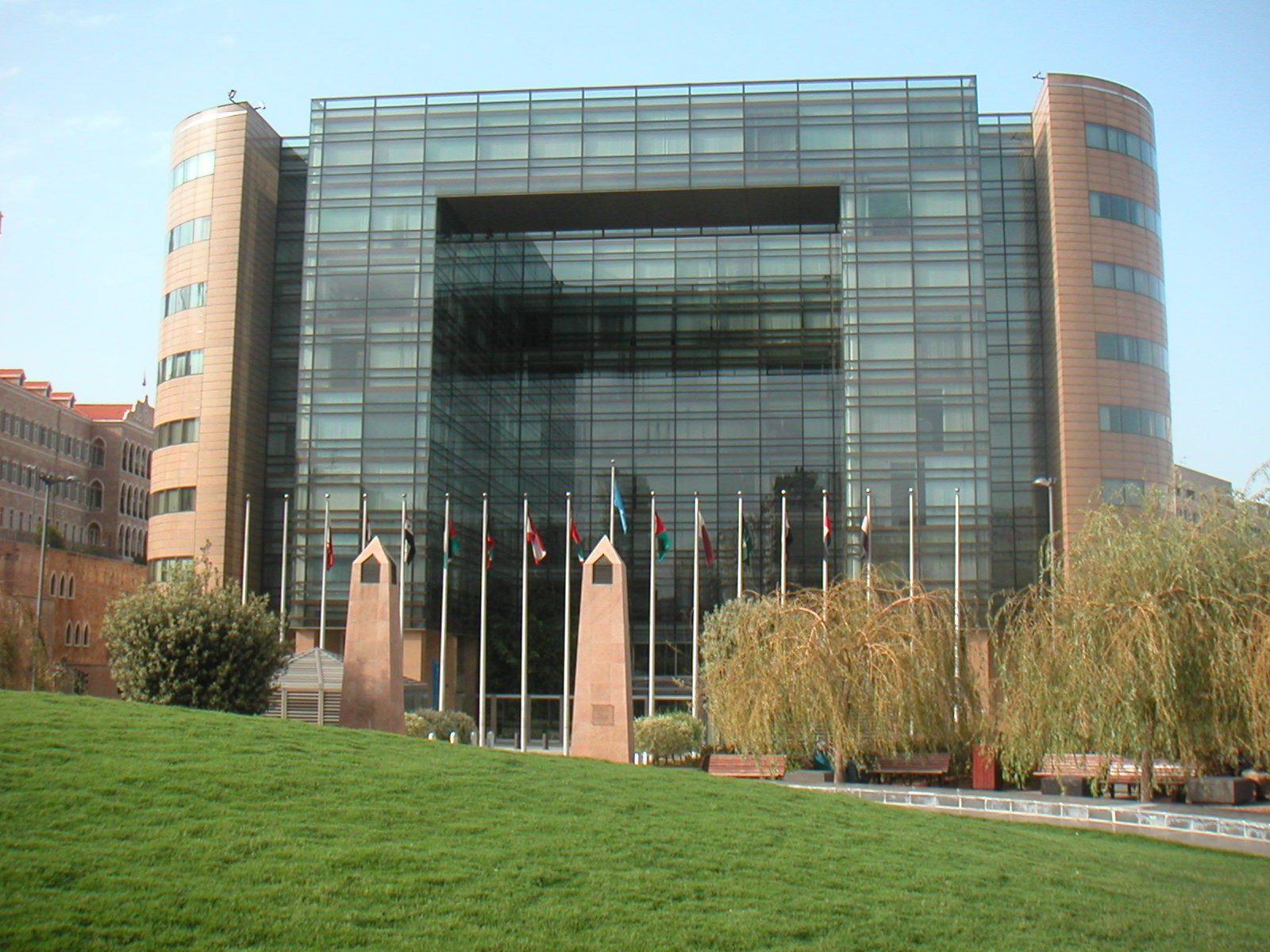
Seu de la CESPAO a Beirut

La Comissió Econòmica i Social per a Àsia Occidental (CESPAO o, en anglès, ESCWA) o Comissió Econòmica i Social de les Nacions Unides per l'Àsia Occidental, és una agència de les Nacions Unides. Va ser una organització constituïda l'any 1973 per fomentar la cooperació econòmica entre els seus estats membres. Posteriorment va ser anomenada per les Nacions Unides Comissió Econòmica per a Àsia Occidental, nom que va mantenir fins al 1985. Aquesta és una de les cinc comissions regionals del Consell Econòmic i Social de l'ONU (ECOSOC) i depèn directament d'ell. La Comissió està integrada per 13 estats membres. Té la seu a Beirut, Líban.

## Estats membres
- Aràbia Saudita
- Barbados
- Egipte
- Emirats Àrabs Units
- Iraq
- Jordània
- Kuwait
- Líban
- Oman
- Palestina
- Qatar
- Síria
- Iemen